# Colombier du château de Rosanbo
Le colombier du château de Rosanbo est un bâtiment à Lanvellec, une commune du département des Côtes-d'Armor dans la région Bretagne en France. Le colombier est inscrit au titre des monuments historiques le 22 mars 1930.
Le colombier du XVIIe siècle est en parfait état de conservation. La base du toit est une corniche reposant sur des modillons. 
L'intérieur comprend des centaines de boulin incurvés où nichent les couples de pigeons.   

## Références

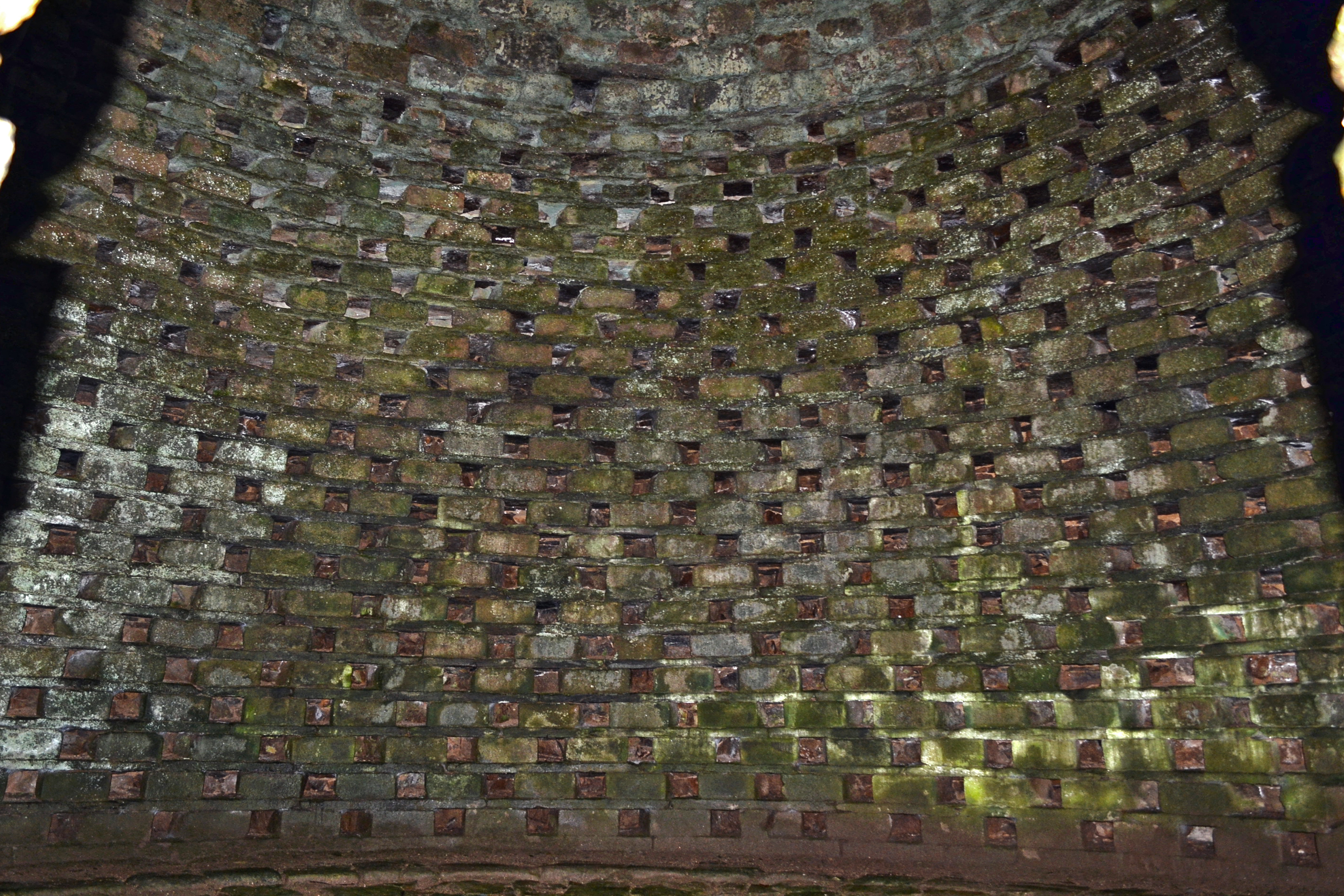
L'intérieur du colombier avec les nids.